# C/1577 V1
C/1577 V1 (również Wielka Kometa z 1577 roku) – kometa najprawdopodobniej jednopojawieniowa, którą można było obserwować gołym okiem w 1577 roku.

## Odkrycie i obserwacje komety

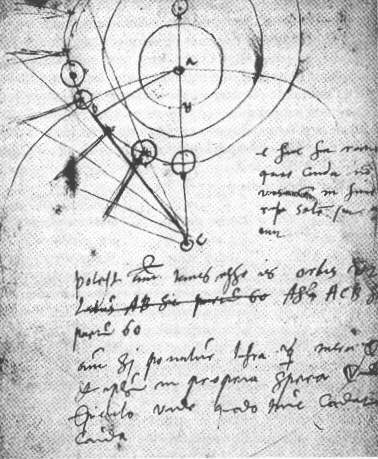
Strona z notesu Tychona Brahe opisująca trajektorię komety

Kometa została zaobserwowana po raz pierwszy przed 13 listopada 1577 roku. 27 października tegoż roku przeszła przez peryhelium, a 1 listopada osiągnęła maksymalną jasność absolutną wynoszącą ok. –1,8m.

## Orbita komety

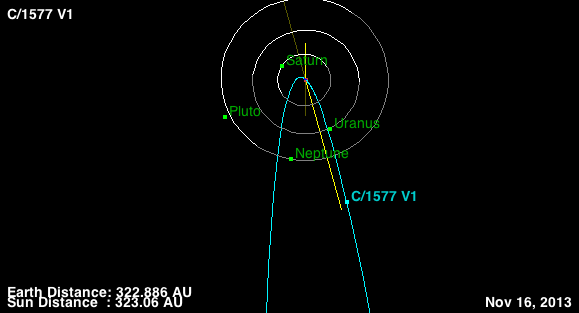
Orbita komety wg obliczeń Jet Propulsion Labolatory

C/1577 V1 porusza się po orbicie w kształcie paraboli o mimośrodzie 1. Peryhelium znajdowało się w odległości 0,1775 j.a. od Słońca. Nachylenie jej orbity do ekliptyki wynosiło 104,883°.
Obiekt ten pochodzi spoza Układu Słonecznego, gdyż nie udało się wyliczyć aphelium jego orbity, co sugeruje, iż wpadł on jedynie raz w okolice Słońca i przechodząc w jego pobliżu, oddalił się następnie w przestrzeń międzygwiazdową.